# Nguyễn Văn Cử
Nguyễn Văn Cử (1934-2013), nguyên là một sĩ quan trong Không lực Việt Nam Cộng hòa thuộc Quân lực Việt Nam Cộng hòa, mang cấp bậc Trung tá, xuất thân từ những khóa đầu tại Trường đào tạo Sĩ quan Không quân Nha Trang. Đã được đi du học Hoa tiêu máy bay chiến đấu tại Hoa Kỳ. Ông nổi tiếng là một trong hai phi công nổi loạn tham gia vụ đánh bom Dinh Tổng thống Nam Việt Nam năm 1962 vào ngày 27 tháng 2 năm 1962, nhằm mục đích ám sát Tổng thống Ngô Đình Diệm, cố vấn Ngô Đình Nhu và gia đình.

## Tiểu sử và binh nghiệp
Ông sinh năm 1934 trong một gia đình khá giả, là con trai thứ hai của ông Nguyễn Văn Lực, một lãnh tụ của Việt Nam Quốc dân Đảng (VNQDĐ). Ông đã tốt nghiệp Trung học Phổ thông với văn bằng Tú tài bán phần.
Đầu năm 1954, ông nhập ngũ vào Quân đội Quốc gia, trúng tuyển vào Quân chủng Không quân, được cho theo học khóa Hoa tiêu Quan sát tại Trường đào tạo sĩ quan Không quân ở Nha Trang. Đầu năm 1955 tốt nghiệp ra trường với cấp bậc Thiếu úy phục vụ trong Phi đoàn Khu trục cơ tại Căn cứ Không quân Biên Hòa. Cuối năm 1957, ông được thăng cấp Trung úy và được cử đi tu nghiệp ở Học viện Không quân tại Căn cứ Không quân Colorado, Hoa Kỳ. Cuối năm 1958, mãn khóa về nước tiếp tục phục vụ ở đơn vị cũ với chức Phi đội trưởng. Nhưng đến 6 năm, ông không được lên bất cứ một cấp chức nào.
Điều này do cha ông là Nguyễn Văn Lực đã phản đối Tổng thống Diệm, người đã bỏ tù ông ta trong một thời gian ngắn vì "hoạt động chống chính phủ".. Ông Lực cảm thấy rằng Tổng thống Diệm không tập trung đủ để chiến đấu chống lại Chính phủ Việt Nam Dân chủ Cộng hòa và Mặt trận Dân tộc giải phóng miền Nam Việt Nam nhưng lại bận tâm đến việc duy trì quyền lực. Ông chỉ trích người Mỹ vì sự ủng hộ của họ dành cho Diệm, người mà ông cảm thấy đã kiềm chế nỗ lực chiến tranh, nói rằng "Tôi cảm thấy rằng người Mỹ đã đóng sầm cửa đối với những người của chúng tôi thực sự muốn chiến đấu chống Cộng sản."
Và họ (Quốc dân đảng) đã lên kế hoạch cho ông và Phạm Phú Quốc (người đã được tuyển chọn từ phi đội của ông) để tấn công Dinh Độc Lập vào ngày 27 tháng 2 năm 1962. Ông đã thuyết phục Phạm Phú Quốc bằng cách tuyên bố rằng tất cả các cơ quan vũ trang và Hoa Kỳ đều biết về âm mưu này đồng thời cho Phạm Phú Quốc xem một bài báo trên Newsweek chỉ trích Tổng thống Diệm.

## Tấn công Dinh Độc Lập
Ông và Phạm Phú Quốc dự định bay trong một nhiệm vụ vào sáng sớm tại đồng bằng sông Cửu Long để tấn công Mặt trận Dân tộc Giải phóng miền Nam Việt Nam, nhưng họ quay lại tấn công Phủ Tổng thống. Kiến trúc từ thời thuộc địa Pháp để lại bốc cháy khi hai máy bay chiến đấu của họ, kiểu Thế chiến II AD-6, do Hoa Kỳ cung cấp. Đã thả bom napalm đồng thời bắn hỏa tiễn cũng như súng máy vào mục tiêu. Cuộc tấn công kết thúc trong vòng một giờ, nhưng họ đã không dùng hết bom đạn để san bằng Dinh Độc Lập. Tổng thống Diệm và gia đình của ông ta đã thoát chết không bị thương gì cả, với ba người hầu bị giết và ba mươi người khác bị thương.
Sau khi thực hiện vụ oanh kích, vào một ngày nhiều mây, họ bay ở độ cao thấp khoảng 150 mét (500 ft), lượn vài vòng trước khi bay lên cao, nhưng máy bay của Phạm Phú Quốc bị trúng đạn phòng không của Lực lượng Hải quân từ dưới bắn lên, nên Quốc đã cho máy bay băng qua sông Sài Gòn và đáp xuống Nhà Bè, đồng thời nhảy thoát ra được nhưng đã bị lực lượng bộ binh dưới đất bắt ngay tại chỗ.
Còn ông bay đến được Campuchia an toàn, tin rằng cuộc tấn công của mình đã thành công. Do đó, ông đã tổ chức một cuộc họp báo, nói với các phóng viên là quân đội thù ghét Tổng thống Diệm và chế độ của ông ta. Ban đầu ông bị cảnh sát ở đó bắt giữ, rồi ông được thả ra và sống lưu vong ở Campuchia, nơi ông làm giáo viên dạy ngoại ngữ.
Sau đảo chính tháng 11 năm 1963, ông trở về nước và tiếp tục phục vụ trong binh chủng Không quân. Tháng 12 năm 1963, ông được thăng cấp Đại úy làm phó Ban Truyền tin Điện tử ở Bộ Tư lệnh Không quân. Ngày Quân lực 19 tháng 6 năm 1966, ông được thăng cấp Thiếu tá làm Trưởng ban Điện toán thuộc Phòng Kỹ thuật Không quân. Ngày Quốc khánh Đệ nhị Cộng hòa 1 tháng 11 năm 1970, ông được thăng cấp Trung tá tại nhiệm. Tháng 11 năm 1972, ông được cử làm phó Phòng Kỹ thuật Điện toán Không quân, ông ở chức vụ này cho đến cuối tháng 4 năm 1975.

## 1975
Tháng 6 năm 1975, sau chiến thắng của Quân giải phóng trong Chiến tranh Việt Nam, ông bị bắt và bị tập trung cải tạo từ Nam ra Bắc, đến năm 1985 mới được ra trại. Năm 1991, ông cùng gia đình được chính phủ Mỹ bảo lãnh xuất cảnh theo diện H.O, sau đó được định cư tại tiểu bang California, Hoa Kỳ.
Năm 2013, ông từ trần tại nơi định cư, hưởng thọ 79 tuổi.